# 거시기

## 개요
이름이 얼른 생각나지 않거나 바로 말하기 곤란한 사람 또는 사물을 가리키는 대명사이거나 하려는 말이 얼른 생각나지 않거나 바로 말하기가 거북할 때 쓰는 군소리이다.
사전적 의미에서 따 와서 생식기를 가리키는 말로도 쓰인다.

## 쓰는 방법 예시
```
자네도 기억하지? 우리 동창, 거시기 말이야, 키가 제일 크고 늘 웃던 친구., 저, 거시기, 죄송합니다만, 제 부탁 좀 들어주시겠습니까?
```

## 역사

### 어원
확실한 뜻을 갖지 못하면서, 서로의 뜻을 가장 정확히 주고 받을 수 있는 말이다.